# Остаточное множество
В математике, остаточным называют подмножество в пространстве Бэра, представимое как пересечение счётного числа открытых всюду плотных множеств. Эквивалентно, остаточное множество — дополнение до множества первой категории. В определённом смысле, можно считать, что остаточные множества — «большие» с топологической точки зрения.
Понятие остаточности часто применяется для характеризации типичности в бесконечномерных пространствах, не снабжённых какой-либо естественной мерой. В частности, многие утверждения в теории динамических систем формулируются для отображений, принадлежащих остаточному (в соответствующей топологии) множеству: именно такой результат приносит выполнение счётного числа последовательных малых возмущений.

## Примеры
Множество лиувиллевых чисел остаточно, и, тем самым, его элементы «типичны» с топологической точки зрения (хотя и нетипичны с точки зрения теории меры — лиувиллевы числа имеют меру ноль). 